# 라마트하샤론

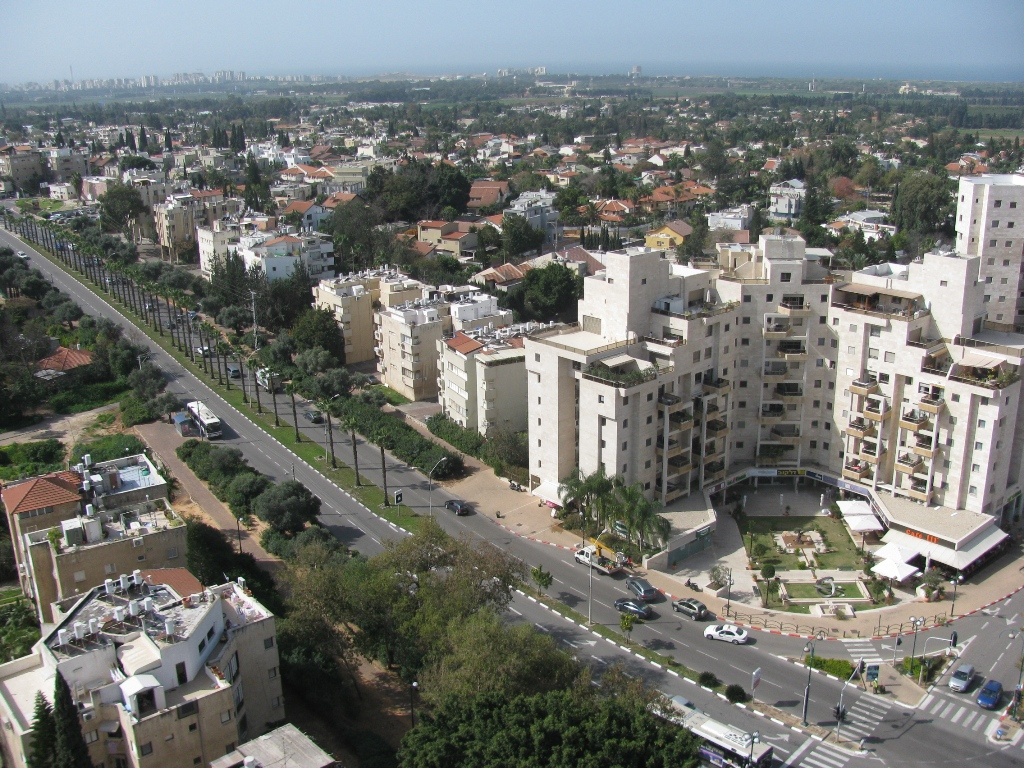
라마트하샤론 시가지

시 문장

라마트하샤론(Ramat HaSharon, 히브리어: רָמַת הַשָּׁרוֹן)은 이스라엘 텔아비브 구에 위치한 도시로, 면적은 16.8km2, 인구는 40,600명(2009년 기준)이다. 텔아비브 남쪽에 위치하며 1923년 신설되었다. 도시 이름은 히브리어로 "샤론 평야의 고원"을 뜻한다.